# Mistrovství světa v atletice 2003

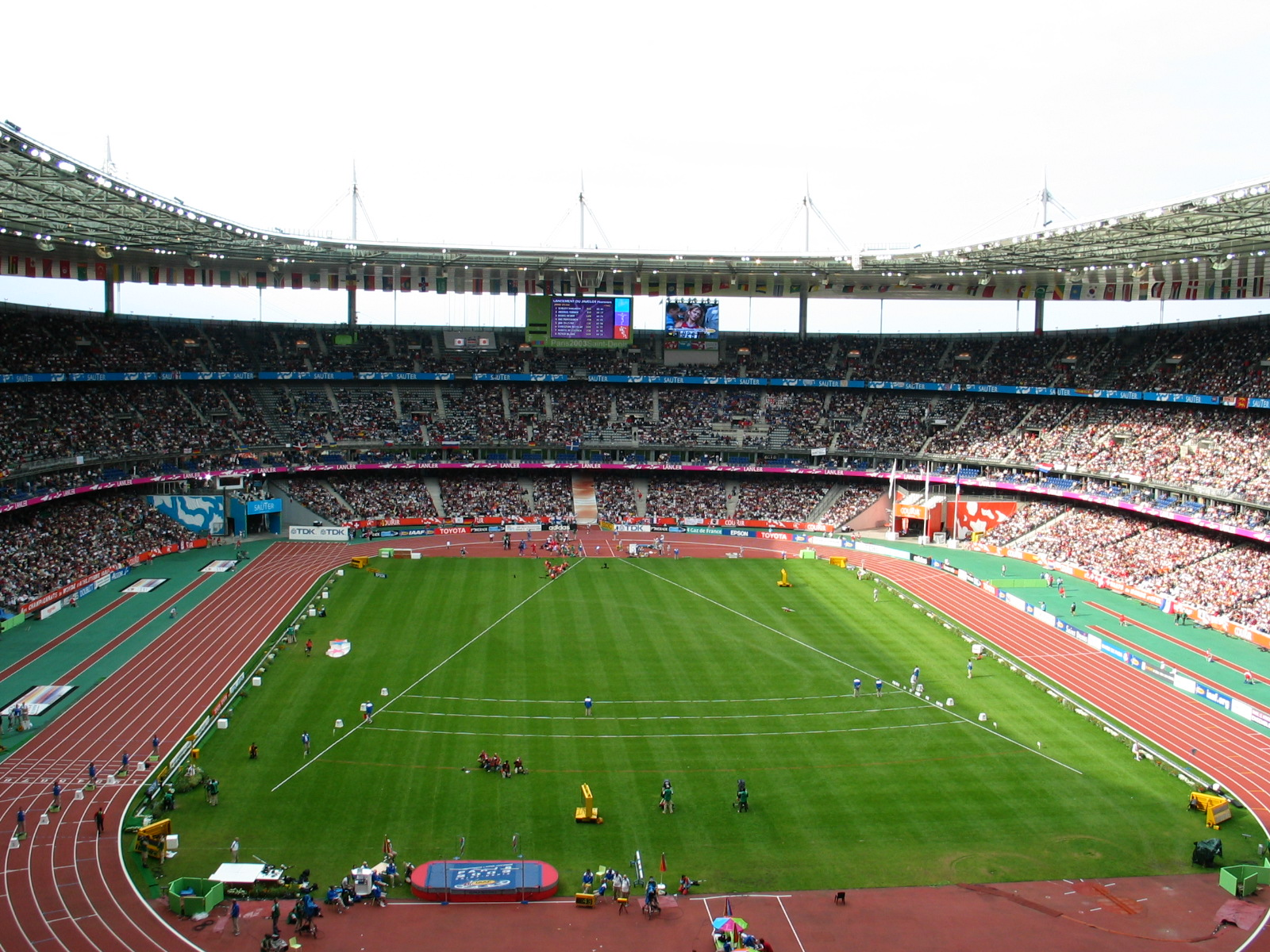
Stade de France

9. mistrovství světa v atletice (oficiálním anglickým názvem: 2003 IAAF World Championship in Athletics) se uskutečnilo mezi 23. srpnem a 31. srpna 2003 ve francouzské Paříži. Soutěže probíhaly na Stade de France a v jeho okolí. Mistrovství se zúčastnilo 1679 atletů včetně 23 českých
reprezentantů. Nejúspěšnější zemí se staly Spojené státy americké se 17 medailemi (Rusko mělo medailí 19, ale americké měly v součtu vyšší hodnotu).

## Česká účast
Česká republika získala jednu stříbrnou medaili zásluhou Romana Šebrleho v desetiboji.

## Medailisté

### Muži
| Soutěž            | Zlato                                                                              | Stříbro                                                                     | Bronz                                                                  |
| ----------------- | ---------------------------------------------------------------------------------- | --------------------------------------------------------------------------- | ---------------------------------------------------------------------- |
| 100 m             | Kim Collins                                                                        | Darrel Brown                                                                | Darren Campbell                                                        |
| 200 m             | John Capel                                                                         | Darvis Patton                                                               | Shingo Suetsugu                                                        |
| 400 m             | Tyree Washington                                                                   | Marc Raquil                                                                 | Michael Blackwood                                                      |
| 800 m             | Djabir Said-Guerni                                                                 | Jurij Borzakovskij                                                          | Mbulaeni Mulaudzi                                                      |
| 1500 m            | Hišám Al-Karúdž                                                                    | Mehdi Baala                                                                 | Ivan Heško                                                             |
| 5000 m            | Eliud Kipchoge                                                                     | Hišám Al-Karúdž                                                             | Kenenisa Bekele                                                        |
| 10 000 m          | Kenenisa Bekele                                                                    | Haile Gebrselassie                                                          | Sileši Sihine                                                          |
| Maraton           | Jaouad Gharib                                                                      | Julio Rey                                                                   | Stefano Baldini                                                        |
| 110 m př.         | Allen Johnson                                                                      | Terrence Trammell                                                           | Liou Siang                                                             |
| 400 m př.         | Félix Sánchez                                                                      | Joey Woody                                                                  | Periklís Iakovakis                                                     |
| 3000 m př.        | Sajf Saíd Šáhín                                                                    | Ezekiel Kemboi                                                              | Eliseo Martín                                                          |
| Štafeta 4 × 100 m | Spojené státy americké John Capel Bernard Williams Darvis Patton Joshua J. Johnson | Brazílie Vicente de Lima Édson Ribeiro André da Silva Cláudio Roberto Souza | Nizozemsko Timothy Beck Troy Douglas Patrick van Balkom Caimin Douglas |
| Štafeta 4 × 400 m | Francie Leslie Djhone Naman Keïta Stéphane Diagana Marc Raquil                     | Jamajka Brandon Simpson Danny McFarlane Davian Clarke Michael Blackwood     | Bahamy Avard Moncur Dennis Darling Nathaniel McKinney Chris Brown      |
| Chůze na 20 km    | Jefferson Pérez                                                                    | Francisco Javier Fernández                                                  | Roman Rasskazov                                                        |
| Chůze na 50 km    | Robert Korzeniowski                                                                | German Skurygin                                                             | Andreas Erm                                                            |
| Skok do výšky     | Jacques Freitag                                                                    | Stefan Holm                                                                 | Mark Boswell                                                           |
| Skok o tyči       | Giuseppe Gibilisco                                                                 | Okkert Brits                                                                | Patrik Kristiansson                                                    |
| Skok daleký       | Dwight Phillips                                                                    | James Beckford                                                              | Yago Lamela                                                            |
| Trojskok          | Christian Olsson                                                                   | Yoandri Betanzos                                                            | Leevan Sands                                                           |
| Vrh koulí         | Andrej Michněvič                                                                   | Adam Nelson                                                                 | Jurij Bilonoh                                                          |
| Hod diskem        | Virgilijus Alekna                                                                  | Róbert Fazekas                                                              | Vasilij Kaptjuch                                                       |
| Hod kladivem      | Ivan Tichon                                                                        | Adrián Annus                                                                | Kódži Murofuši                                                         |
| Hod oštěpem       | Sergej Makarov                                                                     | Andrus Värnik                                                               | Boris Henry                                                            |
| Desetiboj         | Tom Pappas                                                                         | Roman Šebrle                                                                | Dmitrij Karpov                                                         |

### Ženy
| Soutěž            | Zlato                                                                                            | Stříbro                                                                                      | Bronz                                                                              |
| ----------------- | ------------------------------------------------------------------------------------------------ | -------------------------------------------------------------------------------------------- | ---------------------------------------------------------------------------------- |
| 100 m             | Torri Edwardsová                                                                                 | Chandra Sturrupová                                                                           | Ekaterini Thanouová                                                                |
| 200 m             | Anastasija Kapačinská                                                                            | Torri Edwardsová                                                                             | Muriel Hurtisová                                                                   |
| 400 m             | Ana Guevaraová                                                                                   | Lorraine Fentonová                                                                           | Amy Mbacke Thiamová                                                                |
| 800 m             | Maria Mutolaová                                                                                  | Kelly Holmesová                                                                              | Natalja Chruščelevová                                                              |
| 1500 m            | Taťjana Tomašovová                                                                               | Süreyya Ayhanová                                                                             | Hayley Tullettová                                                                  |
| 5000 m            | Tiruneš Dibabaová                                                                                | Marta Domínguezová                                                                           | Edith Masasiová                                                                    |
| 10 000 m          | Berhane Adereová                                                                                 | Werknesh Kidaneová                                                                           | Sun Yingjie                                                                        |
| Maraton           | Catherine Ndereba                                                                                | Mizuki Nogučiová                                                                             | Masako Chibaová                                                                    |
| 100 m př.         | Perdita Felicienová                                                                              | Brigitte Fosterová-Hyltonová                                                                 | Miesha McKelvyová                                                                  |
| 400 m př.         | Jana Pittmanová                                                                                  | Sandra Gloverová                                                                             | Julija Pečonkinová                                                                 |
| Štafeta 4 × 100 m | Francie Patricia Girardová Muriel Hurtisová Sylviane Félixová Christine Arronová                 | Spojené státy americké Angela Williamsová Chryste Gainesová Inger Millerová Torri Edwardsová | Rusko Olga Fjodorovová Julija Tabakovová Marina Kislovová Larisa Kruglovová        |
| Štafeta 4 × 400 m | Spojené státy americké Demetria Washingtonová Jearl Clarková Me'Lisa Barberová Sanya Richardsová | Rusko Anastasija Kapačinská Natalja Nazarovová Olesja Zykinová Julija Pečonkinová            | Jamajka Allison Beckfordová Lorraine Fentonová Ronetta Smithová Sandie Richardsová |
| Chůze na 20 km    | Jelena Nikolajevová                                                                              | Gillian O'Sullivanová                                                                        | Valentina Cybulská                                                                 |
| Skok do výšky     | Hestrie Cloeteová                                                                                | Marina Kupcovová                                                                             | Kajsa Bergqvistová                                                                 |
| Skok o tyči       | Světlana Feofanovová                                                                             | Annika Beckerová                                                                             | Jelena Isinbajevová                                                                |
| Skok daleký       | Eunice Barberová                                                                                 | Taťjana Kotovová                                                                             | Anju Bobby Georgeová                                                               |
| Trojskok          | Taťjana Lebeděvová                                                                               | Françoise Mbangová Etoneová                                                                  | Magdelin Martinezová                                                               |
| Vrh koulí         | Světlana Kriveljovová                                                                            | Nadzeja Astapčuková                                                                          | Vita Pavlyšová                                                                     |
| Hod diskem        | Irina Jatčenková                                                                                 | Anastasia Kelesidouová                                                                       | Ekaterini Voggoliová                                                               |
| Hod kladivem      | Yipsi Morenová                                                                                   | Olga Kuzenkovová                                                                             | Manuela Montebrunová                                                               |
| Hod oštěpem       | Mirela Manjaniová                                                                                | Taťjana Šikolenková                                                                          | Steffi Neriusová                                                                   |
| Sedmiboj          | Carolina Klüftová                                                                                | Eunice Barberová                                                                             | Natalja Sazanovičová                                                               |

## Pořadí zemí
| Umístění | Stát                   | Zlato | Stříbro | Bronz | Celkem |
| -------- | ---------------------- | ----- | ------- | ----- | ------ |
| 1.       | Spojené státy americké | 8     | 7       | 1     | 16     |
| 2.       | Rusko                  | 7     | 7       | 5     | 19     |
| 3.       | Francie                | 3     | 3       | 2     | 8      |
| 4.       | Etiopie                | 3     | 2       | 2     | 7      |
| 5.       | Bělorusko              | 3     | 1       | 3     | 7      |
| 6.       | Švédsko                | 2     | 1       | 2     | 5      |
| 7.       | Keňa                   | 2     | 1       | 1     | 4      |
| 7.       | Jihoafrická republika  | 2     | 1       | 1     | 4      |
| 9.       | Maroko                 | 2     | 1       | 0     | 3      |
| 10.      | Řecko                  | 1     | 1       | 2     | 4      |
| 11.      | Kuba                   | 1     | 1       | 0     | 2      |
| 12.      | Itálie                 | 1     | 0       | 2     | 3      |
| 13.      | Kanada                 | 1     | 0       | 1     | 2      |
| 14.      | Alžírsko               | 1     | 0       | 0     | 1      |
| 14.      | Austrálie              | 1     | 0       | 0     | 1      |
| 14.      | Dominikánská republika | 1     | 0       | 0     | 1      |
| 14.      | Ekvádor                | 1     | 0       | 0     | 1      |
| 14.      | Litva                  | 1     | 0       | 0     | 1      |
| 14.      | Mexiko                 | 1     | 0       | 0     | 1      |
| 14.      | Mosambik               | 1     | 0       | 0     | 1      |
| 14.      | Polsko                 | 1     | 0       | 0     | 1      |
| 14.      | Katar                  | 1     | 0       | 0     | 1      |
| 14.      | Svatý Kryštof a Nevis  | 1     | 0       | 0     | 1      |
| 24.      | Jamajka                | 0     | 4       | 1     | 5      |
| 25.      | Španělsko              | 0     | 3       | 2     | 5      |
| 26.      | Maďarsko               | 0     | 2       | 0     | 2      |
| 27.      | Německo                | 0     | 1       | 3     | 4      |
| 27.      | Japonsko               | 0     | 1       | 3     | 4      |
| 27.      | Ukrajina               | 0     | 1       | 3     | 4      |
| 30.      | Velká Británie         | 0     | 1       | 2     | 3      |
| 31.      | Brazílie               | 0     | 1       | 0     | 1      |
| 31.      | Kamerun                | 0     | 1       | 0     | 1      |
| 31.      | Česko                  | 0     | 1       | 0     | 1      |
| 31.      | Estonsko               | 0     | 1       | 0     | 1      |
| 31.      | Irsko                  | 0     | 1       | 0     | 1      |
| 31.      | Trinidad a Tobago      | 0     | 1       | 0     | 1      |
| 31.      | Turecko                | 0     | 1       | 0     | 1      |
| 38.      | Bahamy                 | 0     | 0       | 3     | 3      |
| 39.      | Čína                   | 0     | 0       | 2     | 2      |
| 40.      | Indie                  | 0     | 0       | 1     | 1      |
| 40.      | Kazachstán             | 0     | 0       | 1     | 1      |
| 40.      | Nizozemsko             | 0     | 0       | 1     | 1      |
| 40.      | Senegal                | 0     | 0       | 1     | 1      |